# 泰勒·席林
泰勒·珍·席林（英語：Taylor Jane Schilling，1984年7月27日—）是一位美國女演員。2007年在電影《鹽湖城校園事件》中出道。知名於網飛影集《勁爆女子監獄》（2013–2019年）中的派珀·查普曼，並憑此角色獲得黃金時段艾美獎最佳喜劇女演員提名及兩項金球獎最佳女主角提名。

## 生平
席林出生於馬薩諸塞州波士頓，母親派翠西亞（舊姓米勒）是麻省理工學院的行政人員，父親羅伯特·席林曾經是一位檢察官。席林有一個叫山姆的弟弟。八歲時舉家搬到了麻州的富裕小鎮韋蘭，雙親在她15歲時離婚。席林小時候是NBC電視《仁心仁術》的粉絲，她在中學期間開始活躍於戲劇表演。2002年從韋蘭高中畢業後，席林錄取了校園位於林肯中心的福坦莫大學，就讀大學期間一直參與舞台劇演出，2006年獲取文學學士學位。隨後入讀紐約大學蒂施藝術學院的戲劇研究生課程，但第二年就離開了。席林最初開始演員生涯時，需兼職褓姆以養活自己。

## 職業生涯
2007年，席林在獨立電影《鹽湖城校園事件》中擔任配角，這是她的電影出道作。2009年，她在NBC的醫療劇《仁愛天使》裡飾演曾參與伊拉克戰爭退伍軍人兼護士、後來轉為醫護人員的維羅妮卡·卡拉漢。席林在2011年的電影《阿特拉斯聳聳肩：第一部》中飾演了達格妮·塔加特。2012年又與柴克·艾弗隆合演了浪漫戲劇電影《幸運緣是妳》。
2013年起，席林在網飛原創劇集《勁爆女子監獄》中擔任派珀·查普曼的主演一角，該劇集改編自派珀·克曼（Piper Kerman）的監獄經歷回憶錄，直到2019年7月26日全八季完結。席林在2014年時憑《勁》獲提名金球獎劇情類劇集最佳女主角及黃金時段艾美獎喜劇類最佳女主角。

## 個人生活
對於性取向，她表示：「我曾經和許多人認真的交往過，而且我是一個很大方的人。我無法為自己任何一部分貼上標籤。我不想把自己放在一個盒子裡─那太過簡化了……我有過很多美好的戀愛關係，也擁有過許多愛，而這些愛來自誰並不重要。」在2019年她補充道：「我交往過男性亦交往過女性。這是取決於那個人而不是取決於性別的。不要為了取悅其他人而標籤自己，這是一種激進的政治行為。我曾與許多不同的人認真談戀愛。」
2020年，同志驕傲當日席林透過Instagram確認與藝術家艾米麗·里茲（Emily Ritz）交往中。

## 作品

### 電影
| 年份 | 名稱                       | 角色                | 備註 |
| ---- | -------------------------- | ------------------- | ---- |
| 2007 | 《鹽湖城校園事件》         | Jackie              |      |
| 2011 | 《阿特拉斯聳聳肩：第一部》 | Dagny Taggart       |      |
| 2012 | 《幸運緣是妳》             | Beth Green          |      |
| 2012 | 《ARGO–救參任務》          | Christine Mendez    |      |
| 2013 | 《泊岸》                   | Abbey               |      |
| 2015 | 《通宵夜未眠》             | Emily               |      |
| 2017 | 《帶上我》                 | Anna St. Blair      |      |
| 2017 | 《菲爾的人生哲學》         | Samantha Ford       |      |
| 2018 | 《公共圖書管理員》         | Angela              |      |
| 2018 | 《末世異種》               | Dr. Abigail Janssen |      |
| 2018 | 《家庭革命》               | Kate Stone          |      |
| 2019 | 《鬼裔》                   | Sarah Blume         |      |

### 電視劇
| 年份      | 名稱             | 角色                       | 播出途徑       | 備註         |
| --------- | ---------------- | -------------------------- | -------------- | ------------ |
| 2009–2010 | 《仁愛天使》     | Veronica Flanagan Callahan | NBC            | 全一季共22集 |
| 2013–2019 | 《勁爆女子監獄》 | Piper Elizabeth Chapman    | Netflix        | 全七季共91集 |
| 2016      | 《醉酒史》       | Emily Warren Roebling      | Comedy Central | 第四季第7集  |
| 2020      | 《怪物樂園》     | Kate Feldman               | Hulu           | 第一季第5集  |
| 2021      | 《咬噬》         | Lily Leithauser            | Spectrum       | 全一季共6集  |
| 2022      | 《潘＆湯米》     | Erica Gauthier             | Hulu           | 待定         |